# The Fight at Grizzly Gulch
The Fight at Grizzly Gulch è un cortometraggio muto del 1913 prodotto dalla Kalem e diretto da George Melford.

## Produzione
Il film fu prodotto dalla Kalem Company.

## Distribuzione
Distribuito dalla General Film Company, il film - un cortometraggio in due bobine - uscì nelle sale cinematografiche statunitensi il 16 luglio 1913.